# Schönbrunni béke
A schönbrunni béke vagy más néven bécsi béke (1809. október 14.) a Schönbrunnban aláírt békeszerződés. A békét azután írták alá, hogy Ausztria elsietett Napóleon-ellenes háborúja, az ötödik koalíciós háború, a várt porosz segítség elmaradása miatt a wagrami csatavesztéssel elbukott.
Ausztria mintegy 83 000 km²-nyi területet vesztett el mintegy 3,5 millió lakossal. A szerződés értelmében Franciaország megkapta Fiume, Isztria, Trieszt, Horvátország egy részét, Karintia és Krajna területét; a Napóleont támogató Orosz Birodalom pedig Kelet-Galícia tarnopoli vidékét; a napóleoni csatlós Varsói Hercegség megkapta Nyugat-Galíciát Krakkóval és Lublinnal; Bajorországnak jutott Salzburg, Berchtesgaden, az Inn kerület (Innkreis) és Hausruck kerület fele. Ausztria császára kényszerűen abba is beleegyezett, hogy nagy összegű jóvátételt fizet, hadseregének létszámát 150 000 főre csökkenti, továbbá, hogy megszakítja diplomáciai és kereskedelmi kapcsolatait az Egyesült Királysággal.
A békekötés után egy ideig szoros volt a kapcsolat Franciaország és a Habsburg Birodalom között.